# Cieśnisk Mały
Cieśnisk Mały – wieś w Polsce położona w województwie podlaskim, w powiecie sokólskim, w gminie Janów.
W latach 1975–1998 miejscowość administracyjnie należała do województwa białostockiego.
Wierni kościoła rzymskokatolickiego należą do parafii św. Jerzego w Janowie.